# Brasil Open 2011 - Qualificazioni singolare
Le qualificazioni del singolare  del Brasil Open 2011 sono state un torneo di tennis preliminare per accedere alla fase finale della manifestazione. I vincitori dell'ultimo turno sono entrati di diritto nel tabellone principale. In caso di ritiro di uno o più giocatori aventi diritto a questi sono subentrati i lucky loser, ossia i giocatori che hanno perso nell'ultimo turno ma che avevano una classifica più alta rispetto agli altri partecipanti che avevano comunque perso nel turno finale.

## Giocatori

### Teste di serie
1. Frederico Gil (secondo turno)
2. Rui Machado (Ammesso al tabellone principale)
3. Leonardo Mayer (qualificato)
4. Albert Ramos Viñolas (primo turno)

1. Federico Delbonis (secondo turno)
2. Daniel Muñoz de la Nava (secondo turno)
3. Diego Junqueira (secondo turno)
4. Peter Luczak (ultimo turno)

### Qualificati
1. Facundo Bagnis
2. Rogério Dutra da Silva

1. Leonardo Mayer
2. André Ghem

## Tabellone qualificazioni

### Sezione 1
|  | Primo turno      | Primo turno         | Primo turno         | Primo turno | Primo turno |  |  | Secondo turno | Secondo turno     | Secondo turno  | Secondo turno  | Secondo turno  |   |   | Ultimo turno     | Ultimo turno     | Ultimo turno     | Ultimo turno | Ultimo turno |  |
|  |                  |                     |                     |             |             |  |  |               |                   |                |                |                |   |   |                  |                  |                  |              |              |  |
|  | 1                | Frederico Gil       | Frederico Gil       | 6           | 6           |  |  |               |                   |                |                |                |   |   |                  |                  |                  |              |              |  |
|  |                  | Fabiano de Paula    | Fabiano de Paula    | 2           | 2           |  |  | 1             | Frederico Gil     | 6              | 4              | 4              |   |   |                  |                  |                  |              |              |  |
|  | André Miele      | André Miele         | André Miele         | 6(0)        | 3           |  |  |               | Leonardo Tavares  | 3              | 6              | 6              |   |   |                  |                  |                  |              |              |  |
|  | Leonardo Tavares | Leonardo Tavares    | Leonardo Tavares    | 7           | 6           |  |  |               |                   |                |                |                |   |   | Leonardo Tavares | Leonardo Tavares | Leonardo Tavares | 4            | 3            |  |
|  |                  | Facundo Bagnis      | Facundo Bagnis      | 6           | 6           |  |  |               |                   | Facundo Bagnis | Facundo Bagnis | Facundo Bagnis | 6 | 6 |                  |                  |                  |              |              |  |
|  | WC               | Augusto Laranja     | Augusto Laranja     | 2           | 3           |  |  |               | Facundo Bagnis    | 4              | 6              | 6              |   |   |                  |                  |                  |              |              |  |
|  |                  | Alexandre Schnitman | Alexandre Schnitman | 1           | 3           |  |  | 5             | Federico Delbonis | 6              | 2              | 4              |   |   |                  |                  |                  |              |              |  |
|  | 5                | Federico Delbonis   | Federico Delbonis   | 6           | 6           |  |  |               |                   |                |                |                |   |   |                  |                  |                  |              |              |  |

### Sezione 2
|  | Primo turno              | Primo turno              | Primo turno              | Primo turno | Primo turno |  |  | Secondo turno          | Secondo turno          | Secondo turno   | Secondo turno | Secondo turno |   |   | Ultimo turno | Ultimo turno           | Ultimo turno | Ultimo turno | Ultimo turno |  |
|  |                          |                          |                          |             |             |  |  |                        |                        |                 |               |               |   |   |              |                        |              |              |              |  |
|  | Alt                      | Thiago Monteiro          | Thiago Monteiro          | 3           | 1           |  |  |                        |                        |                 |               |               |   |   |              |                        |              |              |              |  |
|  |                          | Juan Pablo Brzezicki     | Juan Pablo Brzezicki     | 6           | 6           |  |  | Juan Pablo Brzezicki   | Juan Pablo Brzezicki   | 4               | 6             | 1             |   |   |              |                        |              |              |              |  |
|  | Rogério Dutra da Silva   | Rogério Dutra da Silva   | Rogério Dutra da Silva   | 6           | 6           |  |  | Rogério Dutra da Silva | Rogério Dutra da Silva | 6               | 1             | 6             |   |   |              |                        |              |              |              |  |
|  | Martín Vassallo Argüello | Martín Vassallo Argüello | Martín Vassallo Argüello | 1           | 3           |  |  |                        |                        |                 |               |               |   |   |              | Rogério Dutra da Silva | 6            | 1            | 6            |  |
|  | Bruno Semenzato          | Bruno Semenzato          | Bruno Semenzato          | 2           | 4           |  |  |                        |                        | 8               | Peter Luczak  | 4             | 6 | 2 |              |                        |              |              |              |  |
|  | Leonardo Kirche          | Leonardo Kirche          | Leonardo Kirche          | 6           | 6           |  |  |                        | Leonardo Kirche        | Leonardo Kirche | 2             | 6             |   |   |              |                        |              |              |              |  |
|  |                          | Júlio Silva              | Júlio Silva              | 4           | 4           |  |  | 8                      | Peter Luczak           | Peter Luczak    | 6             | 7             |   |   |              |                        |              |              |              |  |
|  | 8                        | Peter Luczak             | Peter Luczak             | 6           | 6           |  |  |                        |                        |                 |               |               |   |   |              |                        |              |              |              |  |

### Sezione 3
|  | Primo turno      | Primo turno             | Primo turno             | Primo turno | Primo turno |  |  | Secondo turno | Secondo turno           | Secondo turno  | Secondo turno   | Secondo turno   |   |   | Ultimo turno | Ultimo turno   | Ultimo turno   | Ultimo turno | Ultimo turno |  |
|  |                  |                         |                         |             |             |  |  |               |                         |                |                 |                 |   |   |              |                |                |              |              |  |
|  | 3                | Leonardo Mayer          | Leonardo Mayer          | 6           | 6           |  |  |               |                         |                |                 |                 |   |   |              |                |                |              |              |  |
|  |                  | Rafael Camilo           | Rafael Camilo           | 4           | 3           |  |  | 3             | Leonardo Mayer          | Leonardo Mayer | 7               | 6               |   |   |              |                |                |              |              |  |
|  | Adrian Ungur     | Adrian Ungur            | Adrian Ungur            | 6           | 6           |  |  |               | Adrian Ungur            | Adrian Ungur   | 5               | 3               |   |   |              |                |                |              |              |  |
|  | František Čermák | František Čermák        | František Čermák        | 3           | 2           |  |  |               |                         |                |                 |                 |   |   | 3            | Leonardo Mayer | Leonardo Mayer | 6            | 6            |  |
|  | Ricardo Hocevar  | Ricardo Hocevar         | Ricardo Hocevar         | 6           | 7           |  |  |               |                         |                | Ricardo Hocevar | Ricardo Hocevar | 2 | 1 |              |                |                |              |              |  |
|  | José Acasuso     | José Acasuso            | José Acasuso            | 1           | 5           |  |  |               | Ricardo Hocevar         | 4              | 6               | 6               |   |   |              |                |                |              |              |  |
|  | WC               | Karue Sell              | Karue Sell              | 65          | 3           |  |  | 6             | Daniel Muñoz de la Nava | 6              | 3               | 2               |   |   |              |                |                |              |              |  |
|  | 6                | Daniel Muñoz de la Nava | Daniel Muñoz de la Nava | 7           | 6           |  |  |               |                         |                |                 |                 |   |   |              |                |                |              |              |  |

### Sezione 4
|  | Primo turno           | Primo turno           | Primo turno           | Primo turno | Primo turno |  |  | Secondo turno | Secondo turno   | Secondo turno   | Secondo turno | Secondo turno |   |   | Ultimo turno | Ultimo turno | Ultimo turno | Ultimo turno | Ultimo turno |  |
|  |                       |                       |                       |             |             |  |  |               |                 |                 |               |               |   |   |              |              |              |              |              |  |
|  | 4                     | Albert Ramos Viñolas  | Albert Ramos Viñolas  | 3           | 2           |  |  |               |                 |                 |               |               |   |   |              |              |              |              |              |  |
|  |                       | Caio Zampieri         | Caio Zampieri         | 6           | 6           |  |  | Caio Zampieri | Caio Zampieri   | Caio Zampieri   | 64            | 65            |   |   |              |              |              |              |              |  |
|  | Iván Navarro          | Iván Navarro          | Iván Navarro          | 6           | 7           |  |  | Iván Navarro  | Iván Navarro    | Iván Navarro    | 7             | 7             |   |   |              |              |              |              |              |  |
|  | Daniel Dutra da Silva | Daniel Dutra da Silva | Daniel Dutra da Silva | 4           | 5           |  |  |               |                 |                 |               |               |   |   | Iván Navarro | Iván Navarro | 6            | 3            | 4            |  |
|  | WC                    | Bruno Sant'Anna       | 1                     | 6           | 1           |  |  |               |                 | André Ghem      | André Ghem    | 2             | 6 | 6 |              |              |              |              |              |  |
|  |                       | André Ghem            | 6                     | 3           | 6           |  |  |               | André Ghem      | André Ghem      | 6             | 6             |   |   |              |              |              |              |              |  |
|  |                       | Morgan Phillips       | 6                     | 3           | 5           |  |  | 7             | Diego Junqueira | Diego Junqueira | 3             | 0             |   |   |              |              |              |              |              |  |
|  | 7                     | Diego Junqueira       | 2                     | 6           | 7           |  |  |               |                 |                 |               |               |   |   |              |              |              |              |              |  |